# Shimwellia blattae
A Shimwellia blattae (korábban Escherichia blattae) a Shimwellia nemzetségbe tartozó baktériumfaj. Aerob, a bélflórában előforduló baktérium, amelyet először csótányok beléből izoláltak. Bár emberi kórokozókkal, köztük az Escherichia colival rokon, a S. blattae nem patogén emberre. Figyelemre méltó a B12-vitamin de novo szintézisére való képessége.

## Történet és taxonómia
A fajt először 1973-ban írták le Escherichia blattae néven, miután a Blatta orientalis csótányfaj beléből izolálták. Genomszekvenciájának filogenetikai elemzése alapján később átsorolták a Shimwellia nemzetségbe.

## Genom
A S. blattae genomja körülbelül 4,2 megabázis méretű, valamivel kisebb, mint az emberben található bélbaktériumoké. GC-tartalma 56,5%, lényegesen magasabb, mint az E. coli-é. A genomiális elemzés azt sugallja, hogy az S. blattae B12-vitamin-szintetizáló képessége horizontális géntranszferből ered.

## Fordítás
Ez a szócikk részben vagy egészben  a   Shimwellia blattae című angol Wikipédia-szócikk fordításán alapul.  Az eredeti cikk szerkesztőit annak laptörténete sorolja fel. Ez a jelzés csupán a megfogalmazás eredetét és a szerzői jogokat jelzi, nem szolgál a cikkben szereplő információk forrásmegjelöléseként.